# Gangō-ji
Le Gangō-ji (元興寺) est un ancien temple bouddhiste qui fut l'un des Nanto Shichidai-ji de Nara au Japon. Le temple fait partie depuis 1998 des monuments historiques de l'ancienne Nara inscrits au patrimoine mondial de l'UNESCO.
Le temple avait été fondé par Soga no Umako dans la ville d'Asuka mais il fut déplacé à Nara en 718 après que celle-ci fut devenue la capitale du Japon.